# Nóvaya Soróchina
Nóvaya Soróchina (en ruso: Новая Сорочина) es un pueblo ruso perteneciente al óblast de Kursk. Situado en el suroeste del país, forma parte del raión de Sudzha.
La localidad estuvo ocupada por tropas ucranianas entre el 6 de septiembre de 2024 y el 2  de febrero de 2025, en el marco de la Incursión ucraniana en el óblast de Kursk de 2024.

## Toponimia
Otro nombre de importancia local es Nova Sorochina (en ucraniano: Нова Сорочина).

## Geografía
Nóvaya Soróchina está situado a orillas del río Malaya Loknia, 19 km al norte de Sudzha y 79 km al suroeste de Kursk. También se encuentra a 16 km de la frontera ruso-ucraniana.  

## Historia
El 8 de septiembre de 2024, el pueblo fue escenario de la incursión en el óblast de Kursk de las Fuerzas Armadas de Ucrania en el transcurso de la guerra ruso-ucraniana.El 15 de agosto, el gobierno ucraniano anunció la formación de una administración militar para brindar ayuda humanitaria a los civiles y mantener la ley y el orden, donde posteriormente se integró a Novaya Sorochina.
El 28 de febrero de 2025, las autoridades rusas anunciaron que la localidad de Nóvaya Soróchina , situada en el óblast de Kursk, había sido «liberada» en el marco de las operaciones del Ejército ruso para lograr la retirada de las fuerzas ucranianas del óblast de Kursk.

## Demografía
La evolución demográfica de la localidad entre 2002 y 2010 fue la siguiente:
| 31                             | 24 |
| (Fuente: Population of Russia) |    |

## Infraestructura

### Transporte
Novaya Sorochina se encuentra a 1 km de la autopista 38K-024 (Lgov-Sudzha).